# Channel Orange
Channel Orange (стилизовано как channel ORANGE) — дебютный студийный альбом американского певца Фрэнка Оушена, выпущенный в 2012 году лейблом Def Jam Recordings.
Журналы Spin и Paste назвали диск Channel Orange лучшим альбомом 2012 года, Rolling Stone и Mojo поставили его на второе место, а NME — на третье место по итогам года. Газета The Guardian также поставила альбом на первое место в своём списке лучших дисков 2012 года. Музыку альбома характеризуют стили R&B и нео-соул. Однако, в целом он имеет нестандартный музыкальный стиль с влиянием психоделической музыки, поп-соула, джаз- и электро-фанка.
Журнал Rolling Stone назвал «Thinkin Bout You» с этого альбома одним из лучших синглов 2012 года, поставив на 4-е место в своём списке «50 лучших песен 2012 года».

## История
Альбом впервые появился в чартах Ирландии, где дебютировал под № 45 в неделю, начинавшуюся с 12 июля, и позднее достиг 14 места. В Великобритании Channel Orange дебютировал на № 2 в UK Albums Chart с тиражом в 13 000 копий в первую неделю. В Канаде альбом дебютировал на № 3 в Canadian Albums Chart в первую неделю с тиражом в 6700 копий. Наибольшего дебютного успеха диск достиг в Норвегии, где сразу оказался на № 1.
В США альбом Channel Orange дебютировал на № 2 в Billboard 200 с тиражом в 131 000 копий в первую неделю. Большая часть их цифровых продаж за первую неделю пришлась на iTunes, и только примерно с 3000 физических копий. Однако, цена цифровых копий была только $2,99 на интернет-магазине Amazon.com и поэтому они были исключены статистической компанией Nielsen SoundScan при подсчёте продаж, так как Billboard учитывает альбомы с ценой не ниже $3,49. Проданные по дискаунтной цене во вторую неделю 54 000 копий через Amazon.com, были исключены (по данным Billboard засчитано около 15 000). Однако, после появления Оушена на церемонии награждения MTV Video Music Awards — 2012, альбом подскочил на 24 места в Billboard 200 с продажами в 14 000 копий в неделю, заканчивающуюся 9 сентября. Альбом 20 недель провёл в чарте Billboard 200. На 3 октября Channel Orange имел в США тираж в 332 500 копий (по данным Nielsen SoundScan).

## Отзывы и рецензии
| Оценки критиков  | Оценки критиков |
| Источник         | Оценка          |
| ---------------- | --------------- |
| Allmusic         | [ 24 ]          |
| The A.V. Club    | A               |
| Robert Christgau | A-              |
| The Guardian     | [ 26 ]          |
| The Independent  | [ 27 ]          |
| NME              | 7/10            |
| Pitchfork Media  | 9.5/10          |
| Rolling Stone    | [ 30 ]          |
| Slant Magazine   | [ 31 ]          |
| Spin             | 9/10            |

Альбом получил многочисленные положительные отзывы и рецензии, включая такие музыкальные издания и сайты как Allmusic, The A.V. Club, Robert Christgau, The Guardian, The Independent, NME, Pitchfork Media, Rolling Stone, Slant Magazine, Spin.

### Итоговые списки
В конце 2012 года Channel Orange был назван лучшим альбомом года многочисленными изданиями, в том числе Chicago Sun-Times, Chicago Tribune, Billboard, Entertainment Weekly, The Guardian, the Los Angeles Times, The Sydney Morning Herald, Now, Paste, PopMatters, Slant Magazine, Spin, и The Washington Post. Он был назван «Album of the Year» по ежегодному опросу британских журналистов Poll of Polls (HMV). Он также был признан лучшим альбомом 2012 года в Pazz & Jop, ежегодном опросе американских критиков, опубликованном The Village Voice. В эссе для опроса корреспондент газеты Эрик Сандерманн счёл победу неудивительной, поскольку Оушен «доминировал в большинстве музыкальных дискуссий в прошлом году» и оказал уравновешивающее воздействие на слушателей всех музыкальных жанров. В целом, по версии Metacritic, альбом занял первое место в списках на конец года.
С тех пор Channel Orange появился в нескольких списках критиков всего десятилетия и всех времен. В 2013 году он занял 147-е место в NMÉs The 500 Greatest Albums of All Time. В следующем году он был включен в книгу 1001 Albums You Must Hear Before You Die. В 2019 году газета The Guardian поместила альбом на 12-е место в списке 100 лучших альбомов XXI века, издание Uproxx в рейтинге лучших альбомов 2010-х поместило его на 13-е место, а сайт Pitchfork поместил на 10-е место. Согласно Acclaimed Music, основанному на таких списках, Channel Orange является третьим по популярности альбомом 2010-х годов и 66-м самым оцениваемом альбомом в истории. В 2020 году журнал Rolling Stone поставил альбом под номером 148 в новой редакции списка 500 величайших альбомов всех времён.

### Награды и номинации
Channel Orange также получил несколько отраслевых наград, в том числе, награду «Альбом года» на 2012 Soul Train Music Awards и Outstanding Music Artist на церемонии 2013 GLAAD Media Awards. На церемонии Грэмми-2013 он получил номинации Album of the Year, Best New Artist и Record of the Year (за «Thinkin Bout You»), победив в категории Best Urban Contemporary Album. Оушен согласился выступить на церемонии награждения, только если они позволят ему сыграть песню, которую он хотел и он принял необъяснимое решение исполнить «Forrest Gump» во время своего пребывания на сцене.

## Список композиций
| №   | Название                                           | Автор(ы)                                                                                                 | Длительность |
| --- | -------------------------------------------------- | --- | ------------ |
| 1.  | «Start»                                            | Christopher Breaux, James Ryan Ho                                                                        | 0:46         |
| 2.  | «Thinkin Bout You»                                 | Breaux, Shea Taylor                                                                                      | 3:22         |
| 3.  | «Fertilizer»                                       | Джеймс Фонтлерой, Reginal Perry                                                                          | 0:40         |
| 4.  | «Sierra Leone»                                     | Breaux, Ho                                                                                               | 2:29         |
| 5.  | «Sweet Life»                                       | Breaux, Pharrell                                                                                         | 4:23         |
| 6.  | «Not Just Money»                                   | Rosie Watson                                                                                             | 1:00         |
| 7.  | «Super Rich Kids» (при участии Эрла Свэтшота)      | Breaux, Roy Hammond, Ho, Thebe Kgositsile, Mark Morales, Kirk Robinson, Nat Robinson Jr., Mark C. Rooney | 5:05         |
| 8.  | «Pilot Jones»                                      | Breaux, Taylor                                                                                           | 3:04         |
| 9.  | «Crack Rock»                                       | Breaux, Ho                                                                                               | 3:44         |
| 10. | «Pyramids»                                         | Breaux, Ho                                                                                               | 9:53         |
| 11. | «Lost»                                             | Breaux, Ho, Micah Otano                                                                                  | 3:54         |
| 12. | «White» (при участии Джона Мейера)                 | Breaux, Tyler Okonma                                                                                     | 1:16         |
| 13. | «Monks»                                            | Breaux, Ho                                                                                               | 3:20         |
| 14. | «Bad Religion»                                     | Breaux, Monte Neuble                                                                                     | 2:55         |
| 15. | «Pink Matter» (при участии André 3000)             | André Benjamin, Breaux, Ho                                                                               | 4:29         |
| 16. | «Forrest Gump»                                     | Breaux, Ho                                                                                               | 3:15         |
| 17. | «End/Golden Girl» (при участии Tyler, The Creator) | Breaux, Ho, Okonma                                                                                       | 8:43         |

## Участники записи
По материалам из буклета.
- André 3000 — гитара, рэп
- Wil Anspach — ассистент инженера звукозаписи
- Auntie Rosie — дополнительный вокал
- Jeff Babko — клавишные
- Calvin Bailif — инженер звукозаписи
- Steve Bartels — маркетинг
- Stacy Barthe — дополнительный вокал
- Matt Brownlie — ассистент звукоинженера
- Juliet Buck — дополнительный вокал
- Raymond Buck — дополнительный вокал
- Taylor Johnson[англ.] — гитара
- Ом’Мас Кит[англ.] — дополнительный вокал, инженер звукозаписи, клавишные, продюсер
- Джон Мейер — гитара
- Irvin Mayfield — медные духовые инструменты
- Vlado Meller — мастеринг
- Pharrell — дополнительное программирование, композитор, клавишные, продюсер

## Чарты
| Чарт (2012—2013)                            | Высшая позиция |
| ------------------------------------------- | -------------- |
| Австралия (ARIA)                            | 9              |
| Бельгия/Фландрия (Ultratop)                 | 18             |
| Бельгия/Валлония (Ultratop)                 | 94             |
| Канада (Canadian Albums Chart)              | 3              |
| Дания (Hitlisten)                           | 2              |
| Нидерланды (Album Top 100)                  | 13             |
| Нидерланды (Alternative Albums, MegaCharts) | 1              |
| Франция (SNEP)                              | 17             |
| Германия (Offizielle Top 100)               | 28             |
| Ирландия (IRMA)                             | 14             |
| Япония (Oricon)                             | 86             |
| Новая Зеландия (RMNZ)                       | 14             |
| Норвегия (VG-lista)                         | 1              |
| Шотландия (Scottish Albums Chart)           | 28             |
| Швеция (Sverigetopplistan)                  | 35             |
| Швейцария (Schweizer Hitparade)             | 20             |
| Великобритания (UK Albums Chart)            | 2              |
| Великобритания (UK R&B Albums Chart)        | 1              |
| США (Billboard 200)                         | 2              |
| США (Billboard Top R&B/Hip-Hop Albums)      | 1              |
| США (Billboard Top Tastemaker Albums)       | 2              |

| Чарт (2016)                        | Высшая позиция |
| ---------------------------------- | -------------- |
| США (Billboard Top Catalog Albums) | 8              |

| Чарт (2024)      | Высшая позиция |
| ---------------- | -------------- |
| Португалия (AFP) | 92             |

| Чарт (2012)                           | Позиция |
| ------------------------------------- | ------- |
| Australian Albums (ARIA)              | 78      |
| Australian Urban Albums (ARIA)        | 11      |
| Danish Albums (Hitlisten)             | 29      |
| UK Albums (OCC)                       | 105     |
| US Billboard 200                      | 74      |
| US Top R&B/Hip-Hop Albums (Billboard) | 12      |

| Чарт (2013)                           | Позиция |
| ------------------------------------- | ------- |
| Australian Albums (ARIA)              | 56      |
| Australian Urban Albums (ARIA)        | 7       |
| Danish Albums (Hitlisten)             | 75      |
| UK Albums (OCC)                       | 136     |
| US Billboard 200                      | 147     |
| US Top R&B/Hip-Hop Albums (Billboard) | 26      |

| Чарт (2015)               | Позиция |
| ------------------------- | ------- |
| Danish Albums (Hitlisten) | 79      |

| Чарт (2017)               | Позиция |
| ------------------------- | ------- |
| Danish Albums (Hitlisten) | 51      |

| Чарт (2018)               | Позиция |
| ------------------------- | ------- |
| Danish Albums (Hitlisten) | 85      |

| Чарт (2019)               | Позиция |
| ------------------------- | ------- |
| Danish Albums (Hitlisten) | 92      |

| Чарт (2020)               | Позиция |
| ------------------------- | ------- |
| Danish Albums (Hitlisten) | 90      |

| Чарт (2022)               | Позиция |
| ------------------------- | ------- |
| Danish Albums (Hitlisten) | 48      |

| Чарт (2023)               | Позиция |
| ------------------------- | ------- |
| Danish Albums (Hitlisten) | 57      |
| US Billboard 200          | 137     |

## Сертификации
| Регион | Сертификация  | Продажи |
| --- | ------------- | ------- |
| Австралия (ARIA) | Платиновый    | 70 000^ |
| Канада (Music Canada) | Золотой       | 40 000^ |
| Дания (IFPI Danmark) | 4× Платиновый | 80 000  |
| Новая Зеландия (RMNZ) | 5× Платиновый | 75 000  |
| Великобритания (BPI) | Платиновый    | 300 000 |
| США (RIAA) | Золотой       | 686,000 |
| ^ Данные о тиражах приведены только на основе сертификации. · Данные о продажах + прослушиваниях приведены только на основе сертификации. |               |         |